# Ángel Berni
Ángel Antonio Berni Gómez (ur. 9 stycznia 1931 w Asunción, zm. 24 listopada 2017 tamże) – paragwajski piłkarz, napastnik (prawoskrzydłowy).
Berni rozpoczął swą karierę piłkarską w 1945 roku w klubie Club Olimpia, w którego pierwszym zespole po raz pierwszy zagrał w 1949 roku.
Berni jako piłkarz klubu Sportivo Luqueño był w kadrze reprezentacji podczas finałów mistrzostw świata w 1950 roku, gdzie Paragwaj odpadł w fazie grupowej. Nie zagrał w żadnym meczu.
W 1951 roku Berni przeniósł się do Kolumbii, gdzie grał w klubie Boca Juniors Cali. W 1953 przeszedł do argentyńskiego klubu San Lorenzo de Almagro.
Jako gracz San Lorenzo wziął udział w turnieju Copa América 1953, gdzie Paragwaj został mistrzem Ameryki Południowej. Berni zagrał we wszystkich 7 meczach - z Chile (zdobył bramkę), Ekwadorem, Peru (zdobył bramkę), Urugwajem (zdobył bramkę), Boliwią (zdobył bramkę) i w dwóch decydujących o ostatecznym zwycięstwie pojedynkach z Brazylią. Zdobywając łącznie 4 bramki był najlepszym, obok Rubéna Fernándeza, snajperem zwycięskiej ekipy.
W 1954 został królem strzelców pierwszej ligi argentyńskiej. W San Lorenzo grał do 1959, kiedy to przeniósł się fo klubu Gimnasia y Esgrima La Plata. W 1960 przeniósł się na drugą stronę Atlantyku, by do końca kariery w 1964 roku grać w hiszpańskim klubie Real Betis.
Sposób gry Berniego charakteryzował się na ogół tym, że każdą akcję kończył niespodziewanym strzałem. Ta typowa dla tego gracza specjalność była źródłem jego skuteczności.